# Монтебелло (Калифорния)
Монтебелло — город в округе Лос-Анджелеса, Калифорния, США. По переписи населения 2020 года в городе проживало 63 833 человек.

## История
Монтебелло является домом для старейшей армянской общины в Лос-Анджелесе. Здесь находится Армянский Апостольский собор «Святой Крест», который является центром Западной епархии Армянской Апостольской Церкви в Америке. Мемориальный Комплекс Геноцида в Бикнелл Парк памяти жертв Геноцида армян со стороны Османской империи является крупнейшим памятником в мире, построенный на пожертвования.
Ежегодная выставка армянской кухни проводится в мае каждого года около собора «Святой Крест».
В 1976 году город был награждён премией All-America City Award (с англ. — «Всеамериканский город») присуждаемой Национальной гражданской лигой, которую неофициально называют «Нобелевской премией за конструктивное гражданство» и которая выдается за активную гражданскую позицию жителей некорпоративных сообществ Соединённых Штатов в жизни местного самоуправления.

## Демография
По данным переписи 2000 года здесь было 62150 человек, 18844 семей, и 14867 семей, проживающих в городе. Плотность населения составляла 7,536.9 человека на квадратную милю (2,908.6 / км ²). Существовали 19416 единиц жилья в среднем плотность 2,354.6 кв миль (908.7/km ²). Расовый состав города было 46,82 % белых, 0,90 % афро-американской, 1,23 % коренных американцев, 11,64 % азиатов, 0,08 % жителей тихоокеанских островов, 33,85 % других рас, и 5,48 % от двух или более рас. Испано-или латиноамериканской было 74,57 % населения, некоторые из которых также включены в перепись белого населения. 

Наибольший процент жителей, которые проживают в городе Монтебелло являются американо-мексиканцами. Монтебелло является соседний город к востоку от Восточного Лос-Анджелеса, и хорошо известна своей мексикано-американской историей и культурой. Монтебелло также имеет значительный контингент армянских-американцев. Армяно-американцы составляют 17,7 % населения города, мэром города так же является этнический армянин. 38,3 % жителей иностранного происхождения, и 75,6 % дома говорят не на английском языке.

## Города-побратимы
- Акаси (яп. 明石市, Япония)
- Степанакерт[4] (Ханкенди)[5] (арм. Ստեփանակերտ, Нагорный Карабах)